# Дворец народа
Дворец народа (фр. Palais du Peuple) — является резиденцией Национального собрания и Сената в Киншасе (Демократическая Республика Конго, ранее Заир). Строительство завершено в 1979 году с помощью кредита из Китайской Народной Республики.

## Строительство
Дворец народа (и сахарный завод в Кисанге, который был разрушен во время гражданской войны) построен с использованием беспроцентной кредитной линии в размере 100 миллионов долларов США в сотрудничестве с Китайской Народной Республикой. Строительство осуществлялось с 1975 по 1979 год по поручению президента страны Мобуту Сесе Секо после визита в Китай в 1973 году. Архитектура похожа по стилю на Дом народных собраний, спроектированным Чжан Бо (1911—1999) в Пекине. На территории также находится Стад де Мартир, строительство которого было начато в то же время, что и дворца, сооружение подходящее под критерии ФИФА, построено китайцами в 1994 году. Оставшийся долг в размере 42,3 миллиона долларов США был прощен правительством Китая в 1983 году.

## Постзаирский период
В июне 1997 года, после того как Альянс демократических сил за освобождение Конго под руководством Лорана-Дезире Кабилы захватил власть, парламент страны был перемещен из Дворца Нации в Дворец народа.
Президент ДР Конго Лоран-Дезире Кабила сменил у власти союзника США Мобуту Сесе Соко, который умер в изгнании в Марокко. После убийства телохранителем в январе 2001 года труп Лорана-Дезире Кабилы три дня лежал в Дворце народа перед тем, как его похоронили.
В декабре 2013 года знаменитый африканский танцор-сукус Табу Лей Рошеро, которого иногда называют «африканским Элвисом», выступал в Дворце народа.
19 января 2015 года, после объявления оппозиционных партий, выступающих против предложенного президентом ДР Конго Жозефа Кабилы плана по переносу запланированных выборов 2016 года до проведения национальной переписи населения, протестующие собрались перед Дворцом народа. Впоследствии правительственные силы безопасности обстреляли их боевыми патронами и применили слезоточивый газ. В результате атаки было убито не менее 42 человек.